# Upplysning om kommunismen
Upplysning om kommunismen (UOK) är en vilande partipolitiskt oberoende svensk förening som finansieras via en fond av svenskt näringsliv, bildad 2008, De beskriver sin verksamhet såhär: ''sprida grundläggande kunskaper om kommunismen, dess bakgrund, ideologi och verkningar samt bidra till vaksamhet inför totalitära och antidemokratiska rörelser.'' De anställda arbetar upplysnings- och informationsarbete, bland annat genom utgivning av rapporter och läromedel, deltagande i debatter och seminarier samt genom anordnande av manifestationer.

## Bakgrund
Grundarna av föreningen menar att brott mot folk-, människo- och medborgarrätten inom länder som styrdes av regeringar som, enligt egen uppgift, anslöt sig till den kommunistiska ideologin, har fått mycket mindre uppmärksamhet jämfört med till exempel nazismens brott.
UOK har kritiserats av bland annat Aftonbladets kulturchef Åsa Linderborg. Kritiken har dels riktats mot föreningens koppling till Svenskt Näringsliv och dels mot vinklingen i den av föreningen beställda och uppmärksammade Demoskop-undersökningen om skolungdomars kunskaper om kommunism.

## Verksamhet
UOK arbetar internationellt. UOK ingår i den internationella arbetsgrupp som utformade arbetsunderlaget inför antagandet Europaparlamentets resolution Europeiska samvetet och totalitära diktaturer i samarbete med Tjeckiens ordförandeskap.[källa behövs] EU-resolutionen antogs med bred majoritet 2 april 2009. Antagandet blev en historisk milstolpe i EU-parlamentet, då resolutionen fördömer nazismens och kommunismens brott. Liknande resolutioner har nu antagits av OSCE, juli 2009 följt av enskilda länder som till exempel Kanada, november 2009. UOK ingår i flera internationella arbetsgrupper och nätverk som arbetar med mänskliga rättigheter och demokrati. Camilla Andersson och Anders Hjemdahl grundade även 1989-2009 the 20th Anniversary of the liberated and reunited Europe alliance. för att uppmärksamma 20-årsdagen av järnridåns fall. UOK fick den internationella hedersutmärkelsen The Templeton Freedom Awards den 9 november 2009 i Washington DC för sina framgångar i det internationella arbetet.
UOK driver bland annat webbsidan Om kommunismen.

## Styrelsen
Grundare av föreningen är Camilla Andersson och Anders Hjemdahl, kommunikationsstrateger och konceptutvecklare. I styrelsen ingår, förutom Camilla Andersson och Anders Hjemdahl: Kristian Gerner, professor i historia vid Lunds universitet, Walburga Habsburg Douglas, före detta riksdagsledamot för moderaterna och Mae Liz Orrego Wennick från Swedish International Liberal Centre (SILC), en samarbetsorganisation till Liberala internationalen.
UOK finansieras genom medlemsavgifter och donationer, främst från Stiftelsen Fritt Näringsliv och PR-byrån Hypnosis (som drivs av Anders Hjemdahl och Camilla Andersson).

## Hedersmedlemmar
Bland föreningens hedersmedlemmar och medarbetare på webbsidan Om kommunismen finns bland andra Estlands före detta premiärminister Mart Laar (IRL), Lettlands före detta EU-kommissionär Sandra Kalniete (JL), Sveriges före detta statsminister och tidigare utrikesminister Carl Bildt (moderaterna), EU-parlamentarikern Gunnar Hökmark (moderaterna), historikern Kristian Gerner, ekonomen Stefan Hedlund, historikern Klas-Göran Karlsson, författaren och journalisten Staffan Skott, samt författaren och journalisten Kaa Eneberg.

### Fotnoter
1. 1 2 3  upplysningomkommunismen.se: Om UOK. Läst:2011-07-04.[ej i angiven källa]
2. ↑  Aftonbladet: Lita inte på Mauricio Rojas, Åsa Linderborg (2007-05-23) Arkiverad 26 juni 2007 hämtat från the Wayback Machine.. Läst: 2011-07-04.
3. ↑  1989-2009.org: 1989-2009.org. Läst: 2011-07-04.
4. ↑  upplysningomkommunismen.se: Tempelton Freedom Awards. Läst: 2011-07-04.[ej i angiven källa]
5. 1 2  upplysningomkommunismen.se: styrelse. Läst: 2011-07-04. [ej i angiven källa]
6. ↑  liberal-international.org: Swedish International Liberal Centre (SILC) Arkiverad 12 juni 2011 hämtat från the Wayback Machine.. Läst: 2011-07-04